# North American P-51 Mustang
North American P-51 Mustang byl jednomístný stíhací letoun dlouhého doletu, který během druhé světové války sloužil na straně spojenců. Jednalo se o jeden z nejúspěšnějších typů stíhacích letounů.
Většinou doprovázel bombardéry při náletech na Německo a spojencům pomohl získat vzdušnou převahu. Byl nasazen i v Tichomoří proti Japonsku.
Korejskou válku stroj začal jako hlavní stíhačka a bitevní letoun spojenců, ale v jejím průběhu byl nahrazen proudovými letouny. V některých letectvech Mustang sloužil ještě na začátku 80. let. Řada letuschopných letounů soukromých majitelů létá dodnes.

## Vznik a vývoj

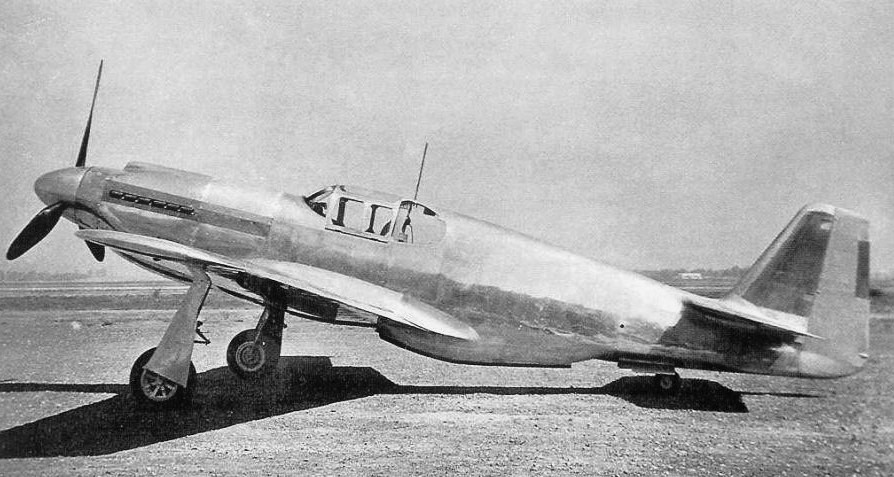
North American NA-73X

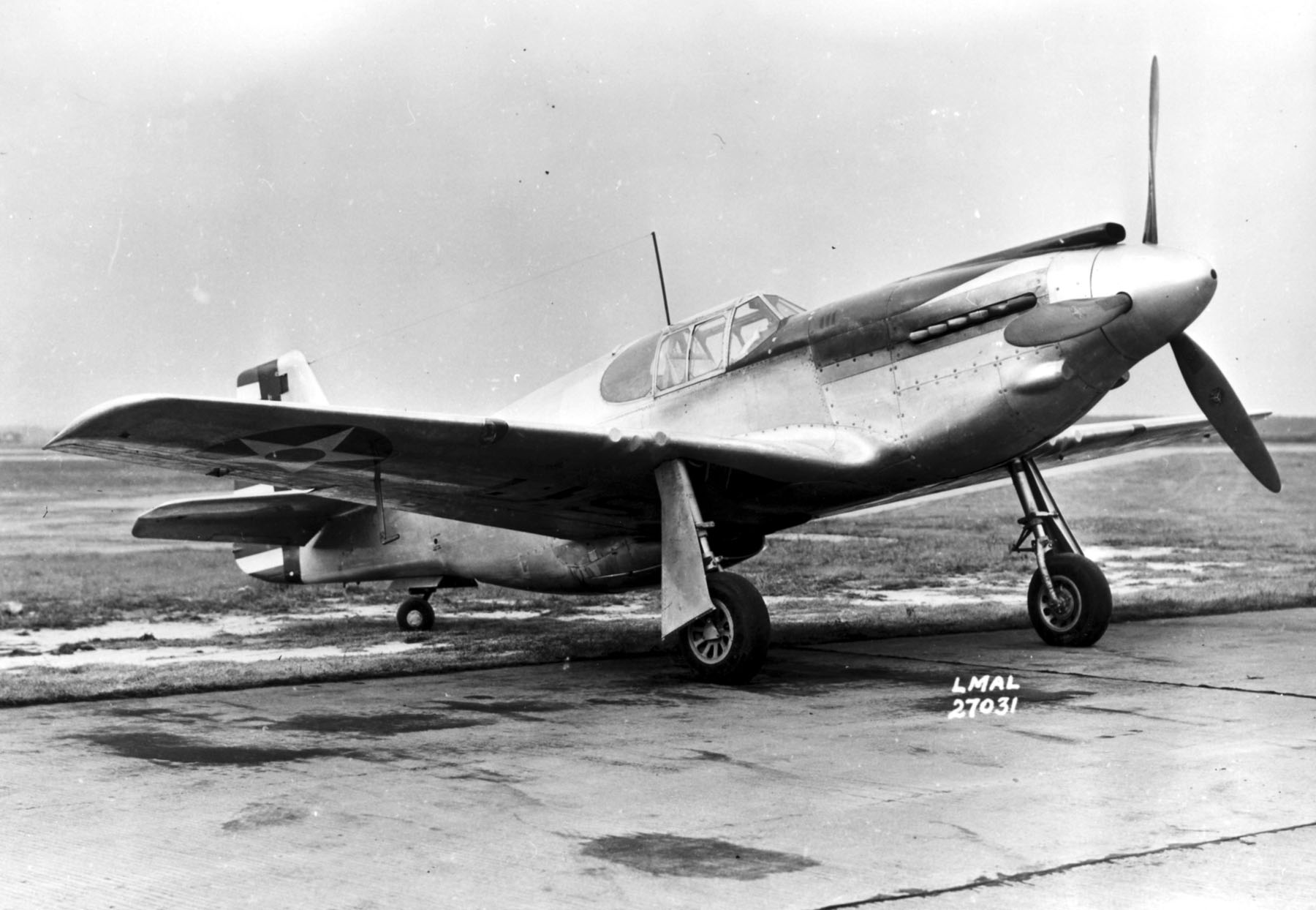
XP-51 41-039

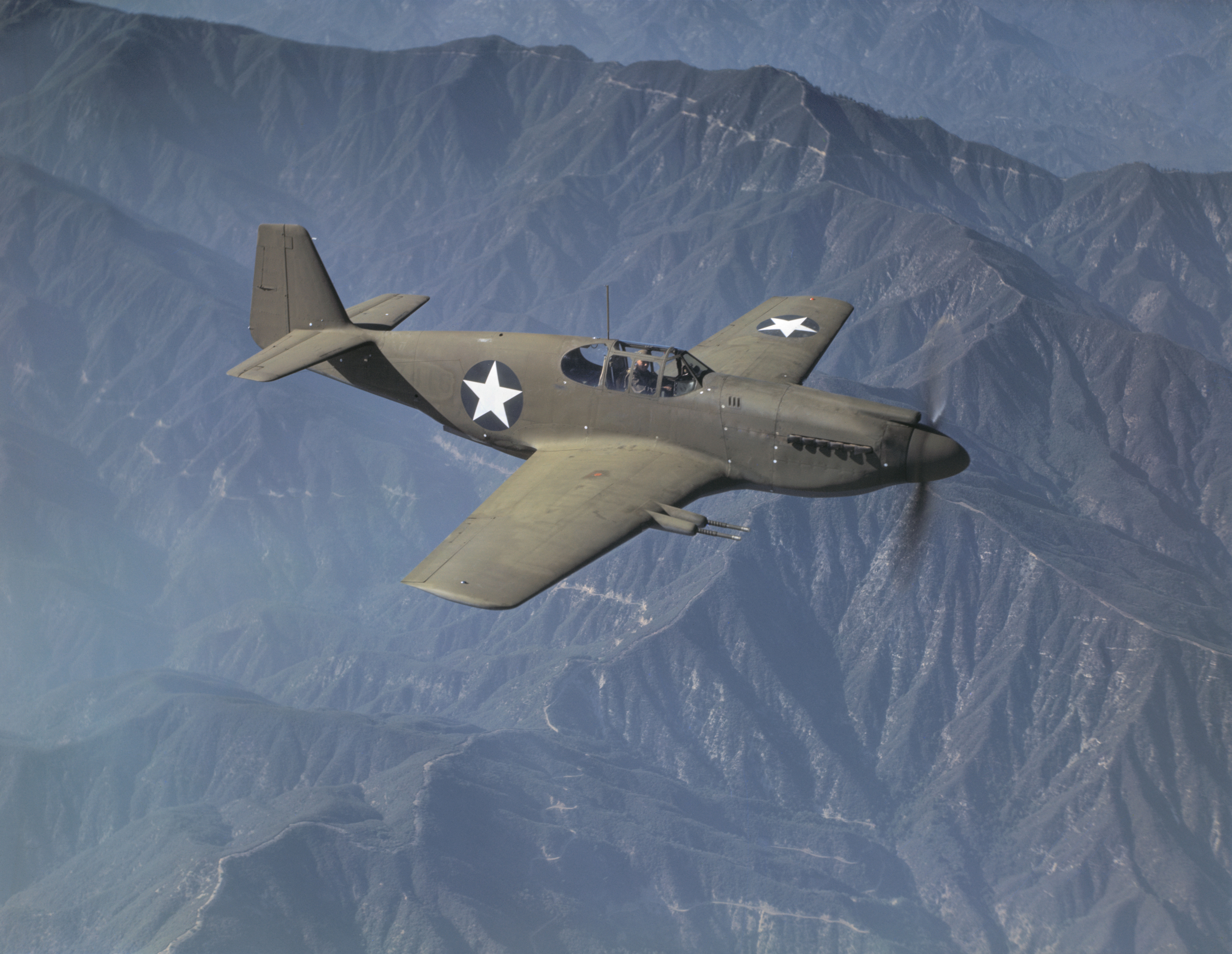
Mustang IA (Model NA-91, verze vyzbrojená čtyřmi 20mm kanóny vyráběná pro RAF).Tento stroj pochází z první dodávky Mustangů do Británie, uskutečněné v rámci Zákona o půjčce a pronájmu z 11. března 1941.

Mustang byl původně vyvinut pro britské Královské letectvo. Britové se na firmu North American Aviation obrátili s návrhem, zdali by v licenci stavěla stíhačky Curtiss P-40, NAA ovšem přišla s vlastním návrhem — zavázala se, že do 120 dnů zkonstruuje a postaví prototyp svého letounu.
Prototyp NA-73X se poprvé dostal do vzduchu 26. října 1940, poháněný motorem Allison V-1710-F3R, 178 dní po objednávce. Konstrukce prototypu se ukázala jako velice zdařilá, u letounu také mj. byl použit zcela nový laminární profil křídla. V té tobě již měla RAF u North American objednávku na 320 sériových strojů NA-73 označovaných jako Mustang Mk.I. První z nich byl dokončen v květnu 1941 a do Británie byly dodávány od listopadu téhož roku. Dva sériové NA-73 byly v USAAC zkoušeny pod označením XP-51. Brzy poté začaly do Velké Británie přicházet Mk.I vyrobené na základě druhé objednávky na tři sta kusů, které výrobce díky mírným konstrukčním odlišnostem označoval NA-83. Hlavňovou výzbroj tvořily čtyři kulomety M2 Browning ráže 12,7 mm a čtyři Browningy ráže 7,7 mm. Následující verze NA-91 byla vyzbrojena čtyřmi kanóny Hispano ráže 20 mm v křídle. 93 strojů odebralo RAF jako Mustang Mk.IA. Nevýhodou byl motor Allison, který měl ve větších výškách nízký výkon a tak RAF stroje používala od července 1942 jen na průzkum a k útokům na pozemní cíle v malých výškách.
Americké letectvo převzalo 57 kusů verze Mk.IA z britských dodávek a přidělilo jim označení P-51. Později byly všechny tyto letouny vybaveny kamerami K-24 a sloužily k ozbrojenému průzkumu jako F-6A.
USAAC zadalo výrobu 150 strojů P-51, kterou rozšířilo o 310 kusů varianty P-51A (s kamerami F-6B) se čtyřmi kulomety ráže 12,7 mm v křídle a závěsníky pro dvě pumy po 227 kg. Za pohonnou jednotku byl vybrán motor Allison V-1710-81 o vzletovém výkonu 883 kW. 50 z těchto letounů dostala Velká Británie jako Mustang Mk.II.
Americké armádní letectvo mimo to zavedlo do výzbroje bitevní verzi NA-97 v USAAF označovanou North American A-36A Apache. Výzbroj se skládala z celkem šesti velkorážných kulometů v křídle a u motoru Allison V-1710-87 s výkonem 974 kW, letoun mohl nést dvě 227 kg pumy a byl také vybaven výklopnými brzdícími štíty ke snížení rychlosti ve střemhlavém letu. A-36A opouštěly výrobní linky od září 1942 do března 1943. Bojové jméno Apache později nahradilo označení Invader, nakonec se pro ně používalo i obvyklé Mustang.
Britové na doporučení konstruktéra společnosti Rolls-Royce R. Harkera v říjnu 1942 do Mustangu Mk.I (AL975/G) zamontovali svůj motor Merlin 65 se vstřikováním paliva o výkonu 1254 kW a čtyřlistou vrtulí ze Spitfiru, díky čemuž výkony letounu výrazně vzrostly. Pod přídí byl instalován mezichladič vzduchu pro dvourychlostní dvoustupňový kompresor a takto upravený stroj byl označen Mustang X. Druhý Mustang X (AM203) létal v listopadu a třetí (AM208) v prosinci 1942. Později byly poháněny a zkoušeny i s novějšími motory Merlin 70 nebo 71. Firma NAA provedla v listopadu 1942 obdobnou úpravu přestavbou jednoho P-51A na nevyzbrojený XP-51B s dvanáctiválcovým motorem Packard V-1650-3 Merlin (Merlin 65) se vstřikováním paliva Bendix-Stromberg, které stavěla v licenci automobilka Packard. Američanům se zdařila elegantnější instalace, neboť mezichladič posunuli z důvodů centráže do hlubšího krytu na spodku trupu za křídlem, kde se již nacházel zvětšený chladič kapaliny. Oba chladiče vytvářely tvorbou horkého vzduchu přídavný tah, který napomáhal tahu vrtule. Pod vrtulovým kuželem zůstal pouze malý lapač vzduchu ke kompresoru.
Od léta 1943 byly vyráběny Mustangy s motory Merlin na výrobních linkách v Inglewoodu v Kalifornii jako NA-102 (P-51B-1-NA) a v Dallasu stát Texas jako NA-103 (P-51C-1-NT), které nesly v křídlech celkem čtyři kulomety Browning M 2 ráže 12,7 mm. „Béčka“ a „céčka“ nesla v RAF označení Mustang Mk.III.
Letouny, díky svému doletu, dokázaly od března 1944 létat s bombardéry USAAF nad Berlín a zpět.

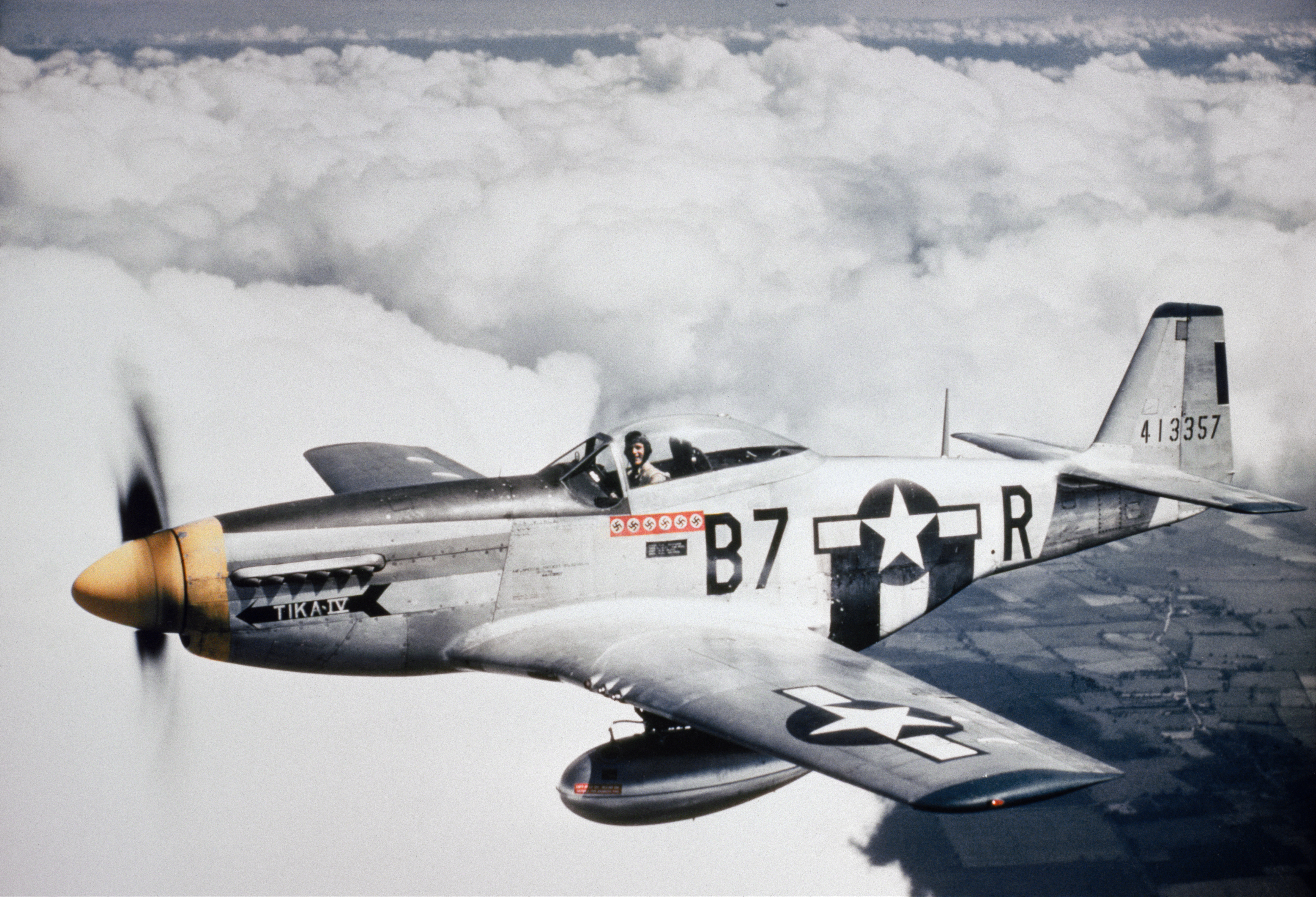
P-51D ze stavu 361st FG 8th USAAF

Od léta 1944 následovala verze P-51D s motorem V-1650-7 o výkonu 1095 kW s posílenou výzbrojí na šest kulometů. K dalším konstrukčním změnám patřil snížený hřbet a kapkovitý kryt kabiny, který zlepšil výhled pilota vzad. Celková výroba P-51D, ve Velké Británii označované Mustang Mk.IV, dosáhla 7956 kusů.
V Dallasu bylo dále upraveno 136 exemplářů P-51D na průzkumnou verzi F-6D a vzniklo též 10 dvoumístných TP-51D s dvojím řízením pod jedním překrytem kabiny.
1337 letounů P-51K, vyrobených rovněž v Dallasu, obdrželo vrtule Aeroproducts o menším průměru a s odlišným překrytem kabiny. Pozdější stroje byly navíc vybaveny vypouštěcím zařízením pro celkem osm raket. 594 P-51K převzala Velká Británie jako Mustang Mk.IVA. Z celkového množství 1500 P-51K bylo 163 letounů dokončeno v úpravě F-6K pro fotografický průzkum, přičemž zbraně zůstaly opět zachovány.
Další vývoj přinesl experimentální odlehčené stroje XP-51F, G a J.
Válečnou produkci ukončilo 555 sériových P-51H s motory Packard V-1650-9 o výkonu až 1632 kW, která byla lehčí než verze D a dosahovala maximální rychlosti 782 km/h a 1700 kusů z rozeběhnuté série P-51L, vycházejících z verze „H“ — Mustang tak jednoznačně byl nejrychlejším během války sériově vyráběným stíhacím letounem poháněným pístovým motorem, který sloužil u více než 40 stíhacích skupin USAAF a 31 perutí RAF.
226 draků dodala také firma Commonwealth Aircraft Corporation z Austrálie.

## Bojové nasazení

### Operace Pointblank

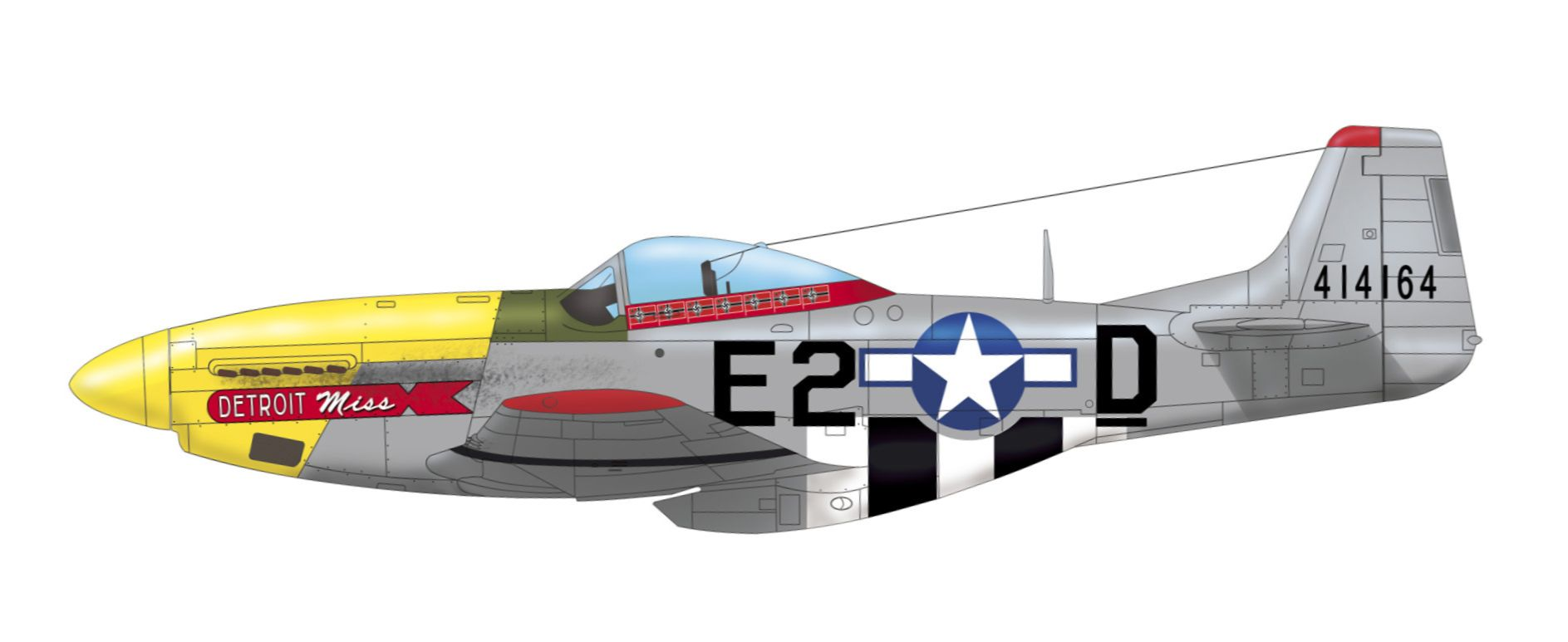
North American P-51D-10-NA Mustang, 44-14164, Detroit Miss, 375. stíhací perutě 361. stíhací skupiny USAAF. Na podzim 1944 Urban L. „Ben“ Drew na tomto stroji dosáhl čtyř ze svých šesti vítězství

Zpočátku nebyly Mustangy při doprovodu bombardérů tak úspěšné. Úspěch přineslo paradoxně až neuposlechnutí rozkazu, který přikazoval doprovázet bombardéry v těsném závěsu. Někteří piloti však taktiku obrátili naruby a od pomalejších bombardérů se vzdalovali využívaje je jako návnadu pro německé stíhačky. Tímto vnutili německým stíhačům svůj způsob boje a mohli je napadat v nejméně privilegovaných okamžicích (hlavně při shromažďování se před útokem). Němečtí stíhači tuto taktiku rychle prohlédli, ale nemohli proti ní nic dělat, neboť jejich prioritou byly bombardéry. Důsledkem bylo postupné zvrácení situace ve vzduchu nad Německem ve prospěch amerického letectva. Ztráty bombardérů klesaly, zatímco ztráty německých stíhaček neúnosně rostly. Bitva o nebe nad Německem ještě sice nebyla vyhrána, ale pro Němce se díky Mustangům změnila v beznadějný boj.

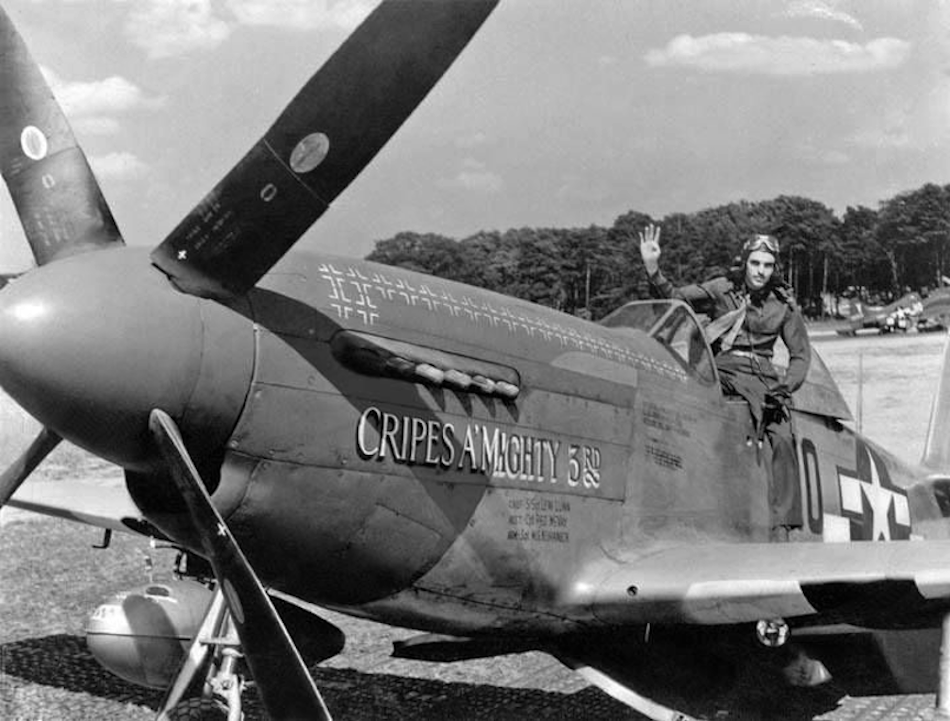
Nejúspěšnější americké eso létající na Mustangu, MAJ. George Earl Preddy Jr. ve svém P-51D „Cripes A’ Mighty 3rd“ (HO-P, stroj sériového čísla 44-13321).

Ani příchod prvních proudových Me 262 Schwalbe nemohl situaci zvrátit – ztráty těchto stíhačů byly k Mustangům na začátku přibližně 1: 1, později se ještě zhoršily v neprospěch Schwalbe. Mustangy často číhaly v blízkosti německých letišť a zaútočily na Schwalbe, když tyto proudové letouny vzlétaly či přistávaly. Němci sice posílili protiletadlovou obranu svých letišť, přesto však americká taktika byla úspěšná. Když Hermann Göring uviděl jednoho dne nad Berlínem stíhačky (což byly Mustangy), údajně řekl svému pobočníkovi: „Prohráli jsme válku.“

### Poválečné použití
V roce 1947 došlo k přeznačení P-51 („Pursuit“ – stíhač) na F-51 („Fighter“ – bojovník). Po válce letoun sloužil asi v 55 zemích; bojoval např. na straně Izraele ve válce za nezávislost a suezské krizi proti útočícím arabským armádám. Nebo v roce 1962 během indonéské invaze na nizozemskou Novou Guineu. Stroje F-51 byly také použity k útokům na pozemní cíle v Korejské válce. Mustang se však k těmto operacím příliš nehodil, protože přitom odhaloval svůj chladič pozemní protiletadlové palbě. Vhodnější by zde bylo použití letounů se vzduchem chlazeným motorem. 
Ještě během „Fotbalové války“ mezi Hondurasem a Salvadorem v roce 1969 byly Salvadorským letectvem nasazeny modernizované letouny Cavalier F-51 Mustang II coby stíhací bombardéry.

## Zahraniční uživatelé

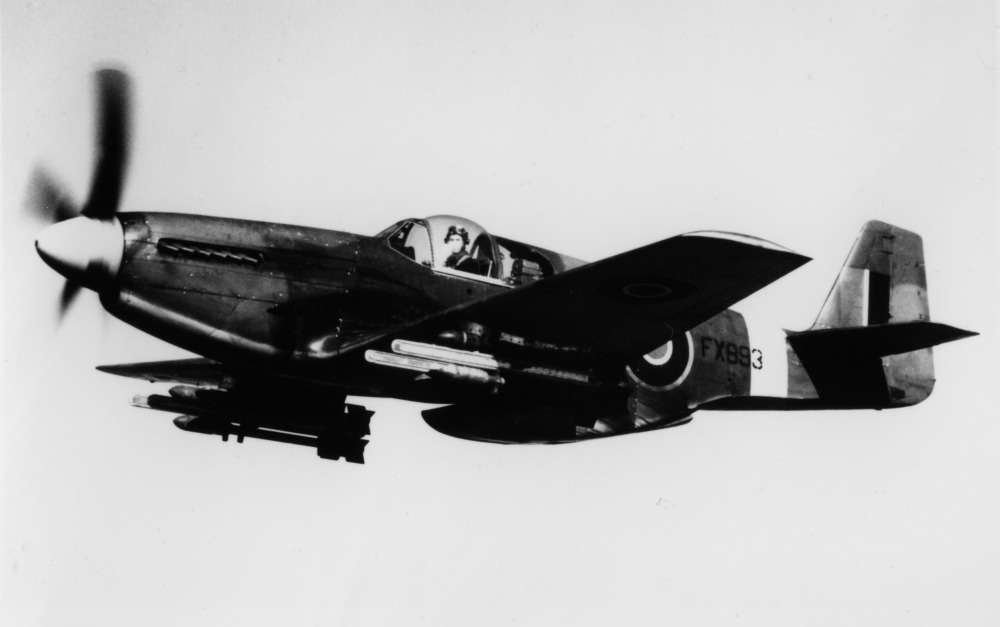
Mustang Mk. III Royal Air Force s překrytem kokpitu typu „Malcolm hood“.

### Kanada
Kanadské královské letectvo mělo o letouny P-51D zájem už v roce 1944, tehdy byl jejich prodej odmítnut. Nová jednání začala v roce 1949. Původně je komplikoval americký zákon, který i v případě použitých letounů určoval cenu stejnou, jako u nových. Změna legislativy v roce 1950 ale znamenala snížení ceny pro spojenecké země o 90%. Kanada pak získala 130 letounů verzí F-51D a F-51K, které používala do poloviny 50. let. Protože Kanada již vlastnila proudové stíhací letouny, kanadské Mustangy sloužily spíše v pomocných rolích. Měla je cvičná 417. squadrona a dále záložní 402., 403., 406., 418., 420. a 424. squadrona. U nich byly používány k výcviku a jako letouny pro podporu pozemních jednotek.

### Austrálie
V prosinci 1944 obdržela 3. squadrona RAAF na základně Fano v Itálii, působící jako součást britského 239. stíhacího bombardovacího křídla pouštního letectva, letouny North American P-51D a K. Dříve operovala se stroji P-40 a P-51C v Africe. Koncem července 1954 zanechali Australané své Mustangy v Itálii a vrátili se do vlasti.
Ještě za války dostalo Royal Australian Air Force přímo z USA 298 kusů P-51D (sériová čísla A68-600 až 813) a K (A68-500 až 583). Do bojů s Japonci nezasáhly, ale sloužily u squadron č. 76, 77, 82, 84 a 87 do roku 1950 jako součást okupačních jednotek v Pacifiku. Po válce dodala firma CAC z Melbourne RAAF dalších 214 Mustangů.

### Švýcarsko
První letoun North American P-51B-10-NA získala Fliegertruppe 19. srpna 1944, kdy 1st Lt Curtiss Simpson od 4th FG, 335 th FS USAAF nouzově přistál na území neutrálního Švýcarska. Zde byl i se strojem internován. Po nezbytných opravách Mustang znovu vzlétl se švýcarským evidenčním označením J-900 1. září 1944. 20. října 1945 byl vrácen americkému vojenskému letectvu.
V říjnu 1947 švýcarské vojenské letectvo, již přejmenované na Flugwaffe, přijalo nabídku USA na odprodej 130 kusů P-51D včetně náhradních dílů zdarma.
Před dodáním letouny s nízkým náletem hodin procházely v dílnách USAF prohlídkami a opravami. Všechny švýcarské P-51D (J-2001 až J-2130) tak byly dodány do konce roku 1949.

## Civilní užití
Roku 1956 zakoupil vydavatel novin David Lindsay práva na výrobu letounu Mustang. Lindsay o rok později založil firmu Trans Florida Aviation, která se později přejmenovala na Cavalier Aircraft. Tato firma se zabývala mimo jiné přestavbou vojenských letounů P-51 na civilní letouny, které prodávala pod názvem Cavalier Mustang.
Vyřazené stroje prodané civilním uživatelům se v 50. a 60. letech staly populárními sportovními letouny, například v závodech okolo pylonů v nevadském Renu.
Dne 2. září 2017 modifikovaný P-51D Mustang pojmenovaný „Voodoo“, imatrikulace N5551VC, pilotovaný Stevem Hintonem Jr. v Challis v severozápadním Idahu překonal rychlostní rekord FAI v kategorii C-1e (pozemní letouny o hmotnosti 3 000–6 000 kg poháněné pístovým motorem) výkonem 551,53 mph (885,53 km/h). Pokořil tak dosavadní oficiální rychlostní maximum pístových strojů v hodnotě 820,24 km/h (528,31 mph) dosažené roku 1989 Lyle Sheltonem na upraveném stroji Grumman F8F Bearcat „Rare Bear“.
Jedním ze současných majitelů Mustangu je i hollywoodská hvězda Tom Cruise, který od roku 2001 vlastní zrestaurovaný P-51 44-12840 „Kiss me Kate“ z roku 1946 za 4 000 000 dolarů.

## Specifikace (P-51D)

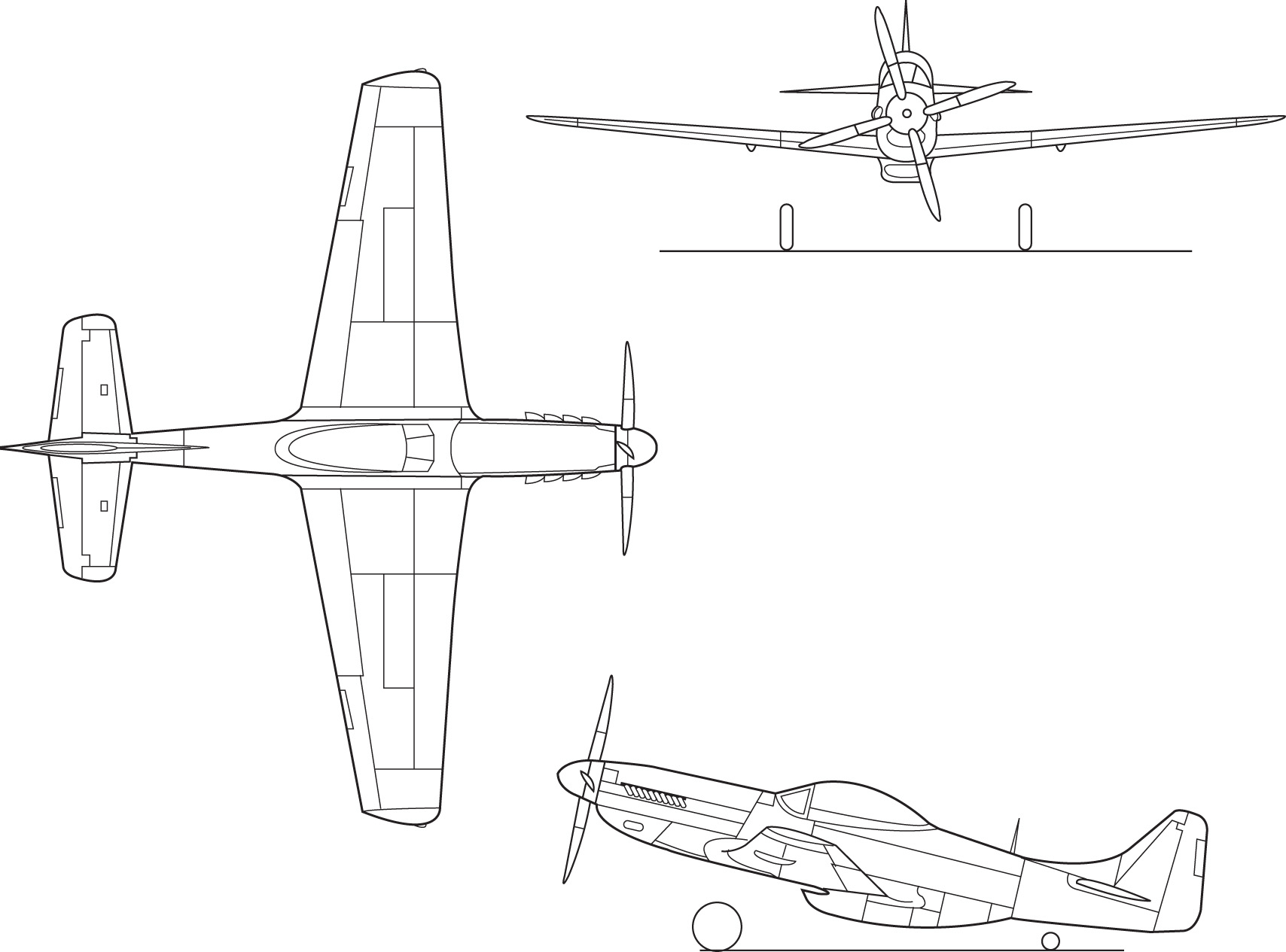
Třípohledový nákres P-51D

### Technické údaje
- Osádka: 1 pilot
- Rozpětí: 11,28 m
- Délka: 9,83 m
- Výška: 4,13 m
- Nosná plocha: 21,67 m²
- Hmotnost prázdného stroje: 3 232 kg
- Vzletová hmotnost: 4 587 kg
- Maximální vzletová hmotnost: 5 488 kg
- Pohonná jednotka: 1 × kapalinou chlazený vidlicový dvanáctiválec Packard V-1650-7 (licence britského motoru Rolls-Royce Merlin) o maximálním bojovém výkonu 1 720 hp (1 265,06 kW)
- Geometrická štíhlost křídla: 5,88
- Profil křídla: NAA/NACA 45 - 100 laminární

### Výkony
- Maximální rychlost: 703 km/h ve výšce 7 620 m
- Cestovní rychlost: 580 km/h
- Pádová rychlost: 160 km/h
- Dostup: 12 770 m
- Počáteční stoupavost: 17,7 m/s
- Doporučený limit Mach: 0,8
- Dolet:
  - 1 530 km, nebo
  - 3 700 km s přídavnými palivovými nádržemi

### Výzbroj
- 6 × kulomet Browning AN/M2 ráže 12,7 mm s kadencí 750-850 ran/min a se zásobou 1 880 nábojů (2×400 nábojů pro vnitřní kulomety a 4×270 nábojů pro ostatní)
- Max. 907,19 kg pum (dvě po 1 000 librách) na závěsnících pod křídlem
- 6 × raketa HVAR ráže 127 mm